# Hessen-Eschwege
Hessen-Eschwege was  een zijlijn van het huis Hessen-Kassel zonder landshoogheid.
Van 1628 tot 1655 en van 1711 tot 1755 resideerden er te Eschwege jongere takken van Hessen-Rotenburg.
Frederik was een jongere zoon van landgraaf Maurits van Hessen-Kassel. Na zijn dood in 1655 kwam zijn bezit aan zijn broer Ernst van Hessen-Rheinfels. Nadat deze in 1658 ook Rothenburg erfde was het hele Rothenburger Quart herenigd. Pogingen om onafhankelijk te worden van Hessen-Kassel mislukten.
Van 1711 tot 1755 resideerde te Eschwege landgraaf Christiaan, een jongere zoon van Karel van Hessen-Wanfried. Na de dood van zijn oudere broer Willem verkreeg hij ook Wanfried. 